# 中影华纳横店影视公司
中影华纳横店影视有限公司是中国首家中外合资的影视公司，于2004年12月成立，总部位于北京。由华纳兄弟、中影集团和横店集团三家公司共同组建，三家公司分别以4∶3∶3的比例持股。华纳兄弟后期撤出该公司。之後該公司已停業，擬進行清算註銷。

## 作品
- 《疯狂的石头》是一部宁浩执导的现代喜剧，于6月30日上映，该片上映一个月后票房高达1700万元，该片的累积总票房高达2350万。该片讲述了重庆一家濒临倒闭的工艺品厂在推翻旧厂房时有人发现了一块价值连城的翡翠，国际大盗麦克与本地以道哥为首的小偷三人帮都盯上了翡翠，在经过一系列明争暗斗后，结局却让所有人都大吃一惊的故事。[5]
- 《玉战士》
- 《面纱》是根据英国著名作家毛姆的同名小说改编的电影，由约翰·卡伦执导。
- 《第601个电话》是一部都市青春情感片，于2006年8月18日在中国上映。
- 《保持通话》改编自好莱坞电影《玩命手机》，在中国大陆于2008年9月28日上映。
- 《疯狂的赛车》